# Renard (marine)
Pour les articles homonymes, voir Renard (homonymie).

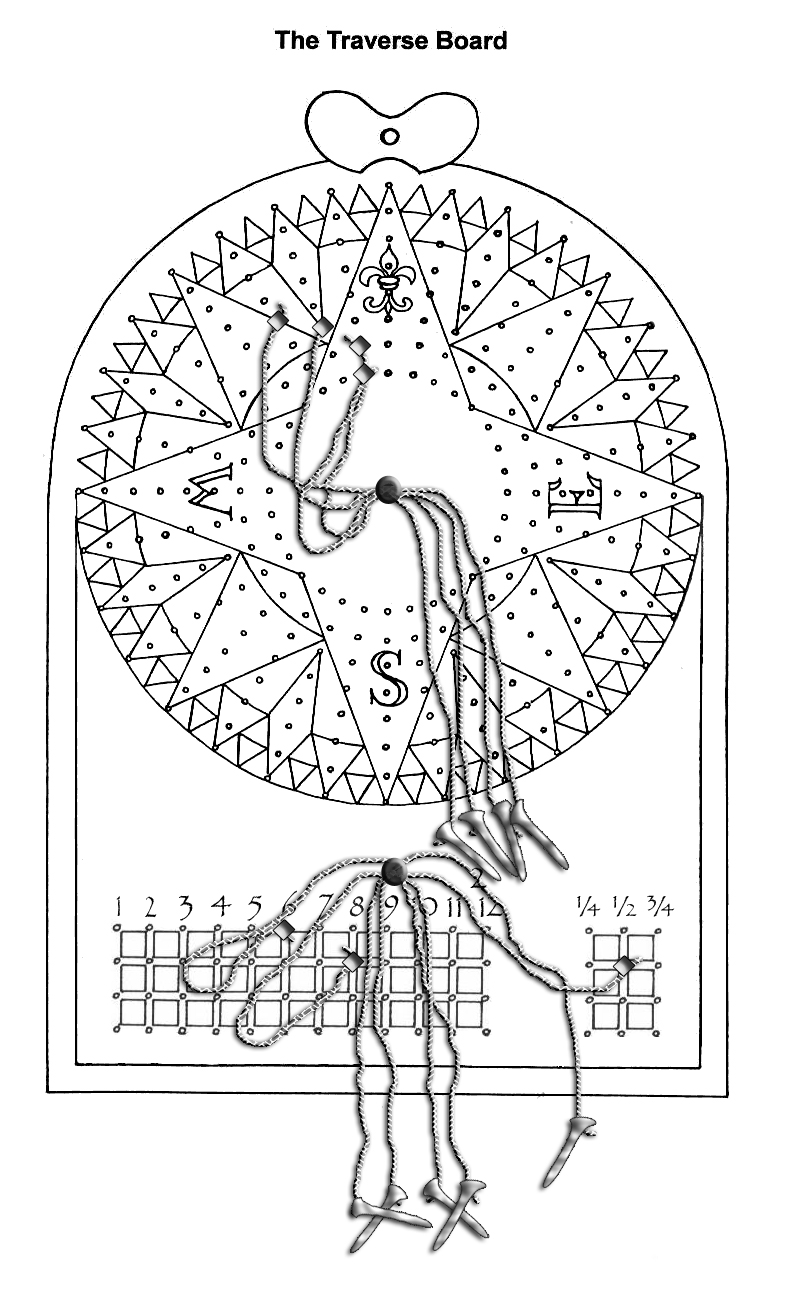
Renard

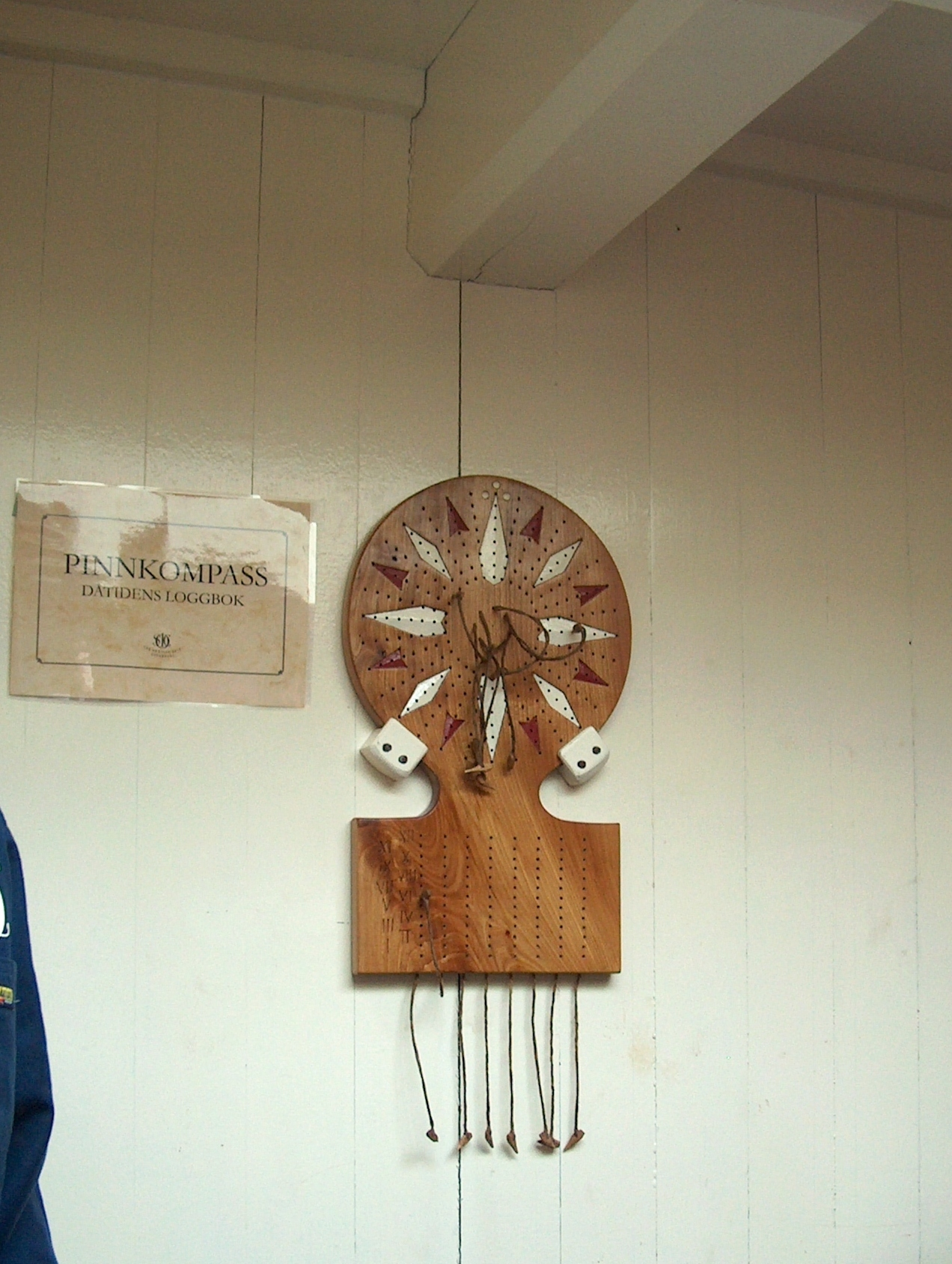
Réplique du renard du navire Götheborg

Un renard, pour la marine à voile ancienne, était un mémorandum qui permettait à l'homme de quart ou le timonier de noter pour chaque demi-heure les conditions de navigation.
Généralement composé d'un plateau en bois ou en cuivre, plus ou moins décoré, il représente à l'image du compas, un disque sur lequel sont indiquées les aires de vents c'est-à-dire les points cardinaux et leurs subdivisions. Huit cercles concentriques présentent des orifices alignés sur ces aires correspondant aux secteurs du compas, 16 sur les anciens, 32 pour les instruments plus précis. À chaque demi-heure (mesurée à l'origine à l'aide d'un sablier), le timonier reportait les différents caps suivis par le navire (indiqués par le compas) en plantant dans le trou correspondant une cheville prévue à cet effet. Ainsi, l'officier de quart ou le navigateur, lors de son changement, peut réévaluer sa navigation à l'estime en fonction de ces informations. Il ne faut pas oublier que les matelots étaient alors le plus souvent illettrés et que donc, il était nécessaire de leur fournir des instruments simples et ne craignant pas les intempéries.

Aujourd'hui, à bord des navires de guerre, le renard est un plateau analogue, en cuivre, décoré du nom et de l'insigne du bâtiment, et portant les noms des officiers et des officiers mariniers supérieurs du bord. Il est utilisé par le factionnaire à la coupée pour pointer avec une cheville coulissante leur présence à bord ou leur sortie à terre.